# Kyselina sialová

N-acetylneuraminová kyselina

Kyselina sialová (z řeckého τὸ σίαλον – sialon, česky slina) je skupinové označení pro estery či jiné deriváty kyseliny neuraminové. Pod názvem sialová kyselina se běžně rozumí N-acetylneuraminová kyselina (NANA). Označuje však také více než 50 derivátů kyseliny neuraminové, pro něž je charakteristická kostra s devíti atomy uhlíku.

Kyselina N-acetylneuraminová v Haworthově projekci

Je základní složkou různých glykoproteinů, glykolipidů a gangliosidů v živých organismech. Slouží k ochraně bílkovin před degradací proteázami. Kyselina N-acetylneuraminová je charakteristickou složkou aminosacharidů, které jsou důležité pro interakce mezi buňkami.
Kyselina sialová je součástí sekretů žláz a je obsažena například ve slinách, krevní plasmě nebo buněčných membránách živočichů. Rostliny kyselinu sialovou neobsahují.
Kyselina sialová byla objevena švédským biochemikem Gunnarem Blixem v roce 1952.

## Struktura

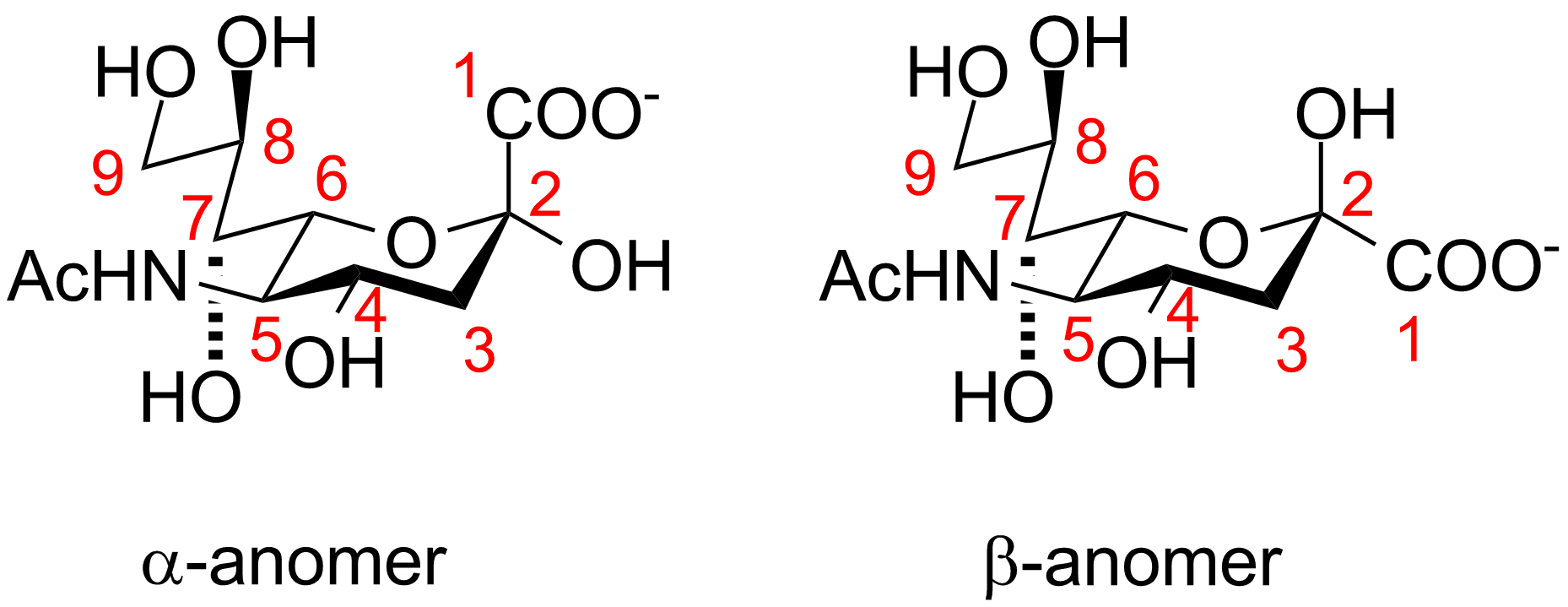
Kyselina N-acetylneuraminová ve dvou formách

Rodina kyseliny sialové zahrnuje mnoho derivátů devítiuhlíkaté kyseliny neuraminové. Tyto kyseliny se v přírodě zřídka vyskytují volné. Většinou se nacházejí jako koncové složky oligosacharidových řetězců glykoproteinů (například mucinů) a glykolipidů, které se nacházejí na vnějších i vnitřních membránách buněk.
Pro odlišení derivátů kyseliny sialové je důležité číslování atomů uhlíku. Číslování začíná u karboxylového uhlíku a pokračuje podél řetězce. Podle konfigurace karboxylové skupiny se rozlišují dvě formy: alfa-anomer a beta-anomer. Alfa-anomer je forma charakteristická pro kyselinu sialovou vázánou na glykoproteiny. Beta-anomer převažuje (více než 90%) v roztoku kyseliny sialové.

## Výskyt
Kyselina sialová a její deriváty jsou obsaženy prakticky ve všech živých organismech, kromě rostlin.
- Nejvíce kyseliny sialové obsahuje mozek. Kyselina sialová tu hraje důležitou roli v přenosu neuronů při synaptogenezi.
- Ve spojení s glykoproteiny je složkou gangliosidů a glykolipidů, které jsou přítomné v žlázových sekrecích, buněčných membránách a krevní plazmě (neuraminidáza).
- Negativní náboj této kyseliny je zodpovědný za viskozitu slin, hlenu, slz, vaginální tekutiny a spermatu.
- Kyselinu sialovou obsahují slinné bílkoviny a imunitní buňky.
- Je přítomna v mateřském mléce.
- Je také přítomna ve vysoké koncentraci v kožních buňkách některých druhů živočichů (hleny na povrchu slimáků a hlemýžďů).

## Funkce
Kyselina sialová a celá skupina derivátů kyseliny neuraminové má mnoho významných funkcí v živých organismech. Všechny jejich funkce ještě nejsou známy a jejich výzkum stále pokračuje.

### Pozitivní funkce
- Kyselina sialová chrání proteiny před jejich degradací proteázami.
- Omezuje riziko infekcí, neboť je obsažena v hlenech sliznic (ústa, nos, zažívací trakt, dýchací cesty).
- Hraje důležitou roli v osmoregulaci, která aktivně reguluje osmotický tlak v buňkách. Usměrňuje tak pohyb látek mezi buňkami a zmírňuje nežádoucí změny v tělních tekutinách.
- Kyselina sialová hraje důležitou roli také v odstraňování odumřelých buněk, které musí být identifikovány bílými krvinkami a podrobeny fagocytóze.

### Negativní funkce
- Mnoho patogenních bakterií (například Escherichia coli, Cholera vibrios) používá kyselinu sialovou na svém buněčném povrchu i ve svém lipopolysacharidu. To jim pomáhá vyhnout se vrozené imunitní odpovědi hostitele.
- Kyselina sialová je také možnou potravou (zdrojem cukrů a uhlíku) pro některé patogeny, které se vyvíjely společně se zvířaty. Například patogen Cronobacter sakazakii, který se vyvíjel několik milionů let společně s hostiteli, zejména se savci.
- Kyselina sialová může sloužit jako receptor na sliznicích hostitele pro některé viry (například chřipky). Je totiž molekulárním cílem virů, neboť jim umožňuje ukotvit se k buňkám, které potom infikují.
- Siglec nebo lektiny typu I jsou skupinou lektinů specificky rozpoznávajících kyselinu sialovou. Patří do rodiny imunoglobulinů (Ig), tedy do velké skupiny proteinů neimunitního původu, které dokážou s vysokou mírou specificity rozpoznávat a vázat cukry (volné nebo vázané na glykoproteinech nebo glykolipidech). Významně se zapojují do určitých patologických procesů. Často je to díky lektinům, že patogeny (viry, bakterie, houby) identifikují určité specifické cukry na povrchu hostitelských buněk, které potom mohou infikovat.